# Peter Lamberg (Kommunalbeamter)
Peter Lamberg (* 5. März 1935) war leitender Kommunalbeamter. Von 1983 bis 1995 war er Oberstadtdirektor der kreisfreien Stadt Wolfsburg.

## Leben
Nach seinem Abitur, Jurastudium und Promotion war Lamberg als Oberregierungsrat der Bezirksregierung Osnabrück tätig und ab 1971 hauptamtlicher Stadtrat und Wirtschaftsdezernent der Stadt Recklinghausen.
1975 wurde Lamberg vom Rat der Stadt Braunschweig zum Stadtdirektor gewählt.
In den 1970er Jahren baute er das Niedersächsische Studieninstitut für kommunale Verwaltung in Braunschweig an seinem neuen Standort auf und lehrte öffentliches Recht an der Universität.
1983 übernahm er von seinem Vorgänger Werner Hasselbring das Amt des Oberstadtdirektors der Stadt Wolfsburg. Der Ausbau der Wolfsburger Innenstadt war ein wichtiges Projekt in Lambergs Amtszeit, so erhielten der Nord- und Südkopf der Porschestraße neue Gesichter. 1985 konnte der Oberstadtdirektor mit einem großen Fest das Stadtjubiläum „50 Jahre Wolfsburg“ feiern. 1986 baute er in Wolfsburg die Fachhochschule am Robert-Koch-Platz mit auf. In Lambergs Amtszeit wurden in Wolfsburg ein neuer Rathausanbau, Tiefgaragen und das weltweit beachtete Kunstmuseum Wolfsburg gebaut. Für die Trassierung der Schnellfahrstrecke Hannover–Berlin über Wolfsburg setzte er sich, zusammen mit dem damaligen Vorstandsvorsitzenden der Volkswagen AG, Carl Hahn, erfolgreich ein.
Nach der Eingemeindung vieler traditionsreicher Städte und Orte in die noch junge Stadt Wolfsburg sah Lamberg das Zusammenwachsen als schwierigste und wichtigste kommunalpolitische Aufgabe an und legte entscheidendes Gewicht auf die weitere Stadtentwicklung.
Peter Lamberg war mit zwölf Jahren der am längsten amtierende Oberstadtdirektor Wolfsburgs. Er schied am 30. April 1995 aus diesem Amt aus. Sein Nachfolger wurde Rolf Schnellecke.